# Weißbach, Baden-Württemberg
Weißbach är en kommun och ort i Hohenlohekreis i regionen Heilbronn-Franken i Regierungsbezirk Stuttgart i förbundslandet Baden-Württemberg i Tyskland.
Kommunen ingår i kommunalförbundet Mittleres Kochertal tillsammans med städerna Forchtenberg och Niedernhall .